# Arrhenius (cratère martien)
Pour les articles homonymes, voir Arrhenius.
Le cratère Arrhenius est un cratère d'impact de 122,72 km de diamètre situé sur Mars dans le quadrangle d'Eridania. Il a été nommé en référence au chimiste suédois Svante Arrhenius.